# Mário Vieira de Carvalho
Mário António Pinto Vieira de Carvalho (Coimbra, 7 de Outubro 1943) é um musicólogo e autor português, com especial incidência nos seguintes campos de investigação: Sociologia da Música, Estética Musical, Ópera, Música Contemporânea (Alban Berg, Luigi Nono), Música e Literatura, Estudos do século XVIII, Wagner, Luigi Nono, Música Portuguesa dos séculos XVIII a XX (com particular relevo para Fernando Lopes-Graça e Jorge Peixinho). 

## Atividade atual

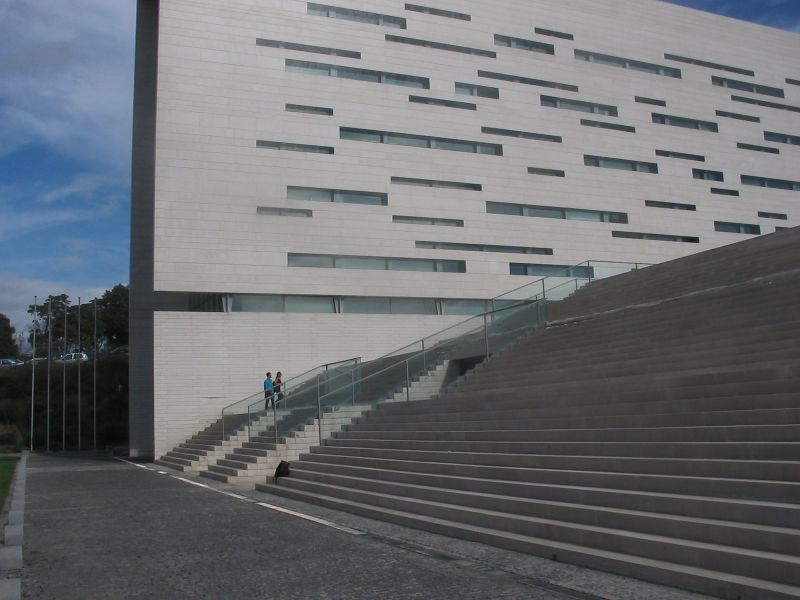
Universidade Nova de Lisboa.

Mário Vieira de Carvalho é professor Catedrático Jubilado de Sociologia da Música na Universidade Nova de Lisboa, na Faculdade de Ciências Sociais e Humanas. Fundou em 1997 o CESEM - Centro de Estudos de Sociologia e Estética Musical (UNL-FCSH), do qual foi diretor até 2005, data em que foi nomeado Secretário de Estado da Cultura no XVII Governo Constitucional (2005-2008). É sócio efetivo da Academia das Ciências de Lisboa (9ª Secção da Classe de Letras - Comunicação e Artes). É membro honorário da Academia Europeia do Teatro Lírico (Europäische Musiktheaterakademie - Viena), a cuja direção pertenceu (2001-2021).  

### Outras atividades exercidas
Exerceu as funções de presidente do Conselho Científico da FCSH (1998-2003) e Vice-Reitor da UNL (2003-2004), tendo ainda exercido dois mandatos como Presidente da Comissão Científica do Departamento de Ciências Musicais (1987-1990 e 1996-1998). Foi secretário de Estado da Cultura do XVII Governo Constitucional, de 14 de Março de 2005 a 30 de Janeiro de 2008.
É membro, entre outros organismos, do Research Committee 37 - Sociology of Arts e do Research Committee 51 – Sociocybernetics da Associação Internacional de Sociologia, do Conselho Cultural da Fundação Eça de Queirós e do PEN Clube Português. É consultor científico da revista 'Theory, Culture & Society'. Foi bolseiro da Fundação Calouste Gulbenkian, do DAAD e da Fundação para a Ciência e a Tecnologia. Como assistente de Joachim Herz colaborou na dramaturgia e encenação da ópera Wozzeck de Alban Berg (Dresden, 1984). Como professor convidado regeu cursos de Sociologia da Música nas universidades Humboldt de Berlim (2000), Innsbruck (2001), São Paulo (2002) e Minho (2004). Licenciado em Direito pela Universidade de Lisboa (1968) e Doutor em Ciências Musicais pela Universidade Humboldt de Berlim (1985). Exerceu intensa atividade como crítico musical entre 1967 e meados dos anos 90. Em 1986, recebeu a Medalha Liszt, atribuída pela República da Hungria. É autor de mais de uma centena de publicações científicas sobre história, estética e sociologia da música, além de um milhar de textos de crítica musical publicados na imprensa.

## Livros publicados
Essas são as principais obras de autoria de Mário Vieira de Carvalho:
- Para um dossier Gulbenkian, Lisboa: Estampa, 1974;
- A música e a luta ideológica, Lisboa: Estampa, 1976;
- Estes sons, esta linguagem, Lisboa: Estampa, 1978;
- O essencial sobre Fernando Lopes-Graça, Lisboa, IN-CM, 1989;
- Pensar é morrer ou o Teatro de São Carlos na mudança de sistemas sociocomunicativos, Lisboa: IN-CM, 1993;
- Razão e sentimento na comunicação musical — Estudos sobre a Dialéctica do Iluminismo, Lisboa: Relógio d’Agua, 1999;
- Eça de Queirós e Offenbach — A ácida gargalhada de Mefistófeles, Lisboa: Colibri, 1999;
- Denken ist Sterben: Sozialgeschichte des Opernhauses Lissabon, Kassel / Basileia / Londres, etc.: Bärenreiter, 1999;
- Por lo imposible andamos': A ópera como teatro de Gil Vicente a Stockhausen', Porto: Âmbar, 2005;
- Pensar a música, mudar o mundo: Fernando Lopes-Graça, Porto: Campo das Letras, 2006;
- A tragédia da escuta — Luigi Nono e a música do século XX, Lisboa: Imprensa Nacional-Casa da Moeda, 2007;
- (Coordenação): Expression, Truth and Authenticity: On Adorno's Theory of Music and Musical Performance, Lisboa: Edições Colibri / CESEM - Centro de Estudos de Sociologia e Estética Musical, 2009;
- Escutar a literatura: Universos sonoros da escrita, Lisboa: Colibri, 2014;
- Fernando Lopes-Graça e a modernidade musical, Lisboa: Guerra e Paz, 2017;
- Património Musical e diálogo intercultural, Lisboa: INCM, 2022;
- Semântica do indizível: do conhecimento da música à música como conhecimento, Lisboa, Edições 70, 2024;
- Em co-autoria com Paulo Ferreira de Castro: Dia mundial da música, 1990-1991: Palestras dos oradores oficiais, Lisboa: Conselho Português da Música, 1992;
- Em co-autoria com Fernando Gil: A 4 mãos – Schumann, Eichendorff e outras notas, Lisboa: IN-CM, 2005;
- Em co-coordenação com José Machado Pais e Joaquim Pais de Brito: Sonoridades Luso-Afro-Brasileiras, Lisboa: ICS, 2004;
- Co-editor com Irene Fialho e José Brandão de A Morte do Diabo, opereta inédita de Eça de Queirós com Batalha Reis e Augusto Machado, Lisboa: Caminho, 2013.

Ver índices e resumos dos conteúdos desta obras in: http://openlibrary.org/search?q=mario+vieira+de+carvalho

## Artigos científicos mais recentes (desde 2000)
- «A cultura músico-teatral na crónica e na ficção queirosianas: pistas para a definição de um perfil estético», in: Camões, 9/10, Abril/Setembro 2000: 112-126.
- «La sociologie de la musique en quête de son objet», in: Critique, 639-640, Agosto/Setembro 2000: 790-803.
- "Sociology of Music as Self-Critical Musicology", in: Musicology and Sister Disciplines – Past, Present, Future (ed. David Greer), Oxford, Oxford University Press, 2000: 342-366.
- "Fernando Lopes-Graça: Une biographie marquée par la tension antre l’art et la politique", in: Biographies (Arquivos do Centro Cultural Calouste Gulbenkian), vol. XXXIX, Lisboa/Paris, Centro Cultural Calouste Gulbenkian, 2000: 291-303.
- «As ciências musicais na transição de paradigma», in: Revista da Faculdade de Ciências Sociais e Humanas, 14 (2001): 211-233.
- «Art as Autopoiesis? A critical approach beginning with the European musical avant-garde in the early 1950s», in Journal of Sociocybernetics, II/1 (2001): 33-40.
- «Imagens da alteridade na recepção de Il Guarany de Carlos Gomes por ocasião da sua estreia em Lisboa em 1880», in: Portugal e o Brasil no advento do Mundo Moderno – Sextas Jornadas de História Ibero-Americana (ed. Maria do Rosário Pimentel), Lisboa, Edições Colibri, 2001: 315-346.
- «Verfilmte Oper als episches Theater: Am Beispiel von Bergmanns Zauberflöte und Oliveiras Die Kannibalen», in: «…Ersichtlich gewordene Taten der Musik»: Das Musiktheater in den audiovisuellen Medien (eds. Peter Csobádi, Gernot Gruber, Jürgen Kühnel, Ulrich Müller, Oswald Panagl, Franz Viktor Spechtler) Anif-Salzburg, Verlag Meier-Speiser, 2001: 196-207.
- «Bühnenexperiment und politisches Engagement in den 60er Jahren: eine szenische Kantate von Lopes-Graça», in: Musiktheater im Spannungsfeld zwischen Tradition und Experiment (1960-1980) (eds Christoph-Helmut Mahling / Kristina Pfarr), Tutzing: Hans Schneider, 2002: 35-42.
- «Fragmento e montagem na ficção de Eça de Queirós: o universo sonoro», in: Actas do Congresso de Estudos Queirosianos — IV Encontro Internacional de Estudos Queirosianos (6 a 8 de Setembro de 2000) (ed. Carlos Reis), Universidade de Coimbra / Almedina, 2002: 75-89.
- «A música e a escuta em Os Teclados de Teolinda Gersão», in: Saberes no Tempo — Revista da Faculdade de Ciências Sociais e Humanas (número especial de Homenagem a Henriqueta da Costa Campos, eds. Maria Helena Mateus e Clara Nunes Correia), Lisboa, Colibri, 2002: 599-605.
- «Erros de diagnóstico na arte e na vida: Wozzeck no consultório do Doutor», in: Revista Portuguesa de Musicologia, 12 (2002): 177-200.
- «A música como expressão e como cognição: a propósito do conceito de crítica imanente do material em Adorno», in: Linguagem e Cognição (Revista da Faculdade de Ciências Sociais e Humanas, vol. 13) (2003): 7-15.
- "A partitura como espírito sedimentado: Em torno da teoria da interpretação musical de Adorno", in: 'Theoria Aesthetica' (ed. Rodrigo Duarte), Porto Alegre (Brasil): Escritos Editora, 2005: 203-224;
- "Série, alea e autopoiesis", in: 'O Pensamento de Niklas Luhmann' (ed. José Manuel Santos), Covilhã: Universidade da Beira Interior / TA Pragmata, 2005: 165-184;
- "Belcanto-Kultur und Aufklärung: Blick auf eine widersprüchliche Beziehung im Lichte der Opernrezeption", in: 'Soziale Horizonte von Musik – Ein kommentiertes Lesebuch zur Musiksoziologie' (eds. Christian Kaden / Karsten Mackensen), Kassel / Basileia / Londres, etc.: Bärenreiter, 2006: 35-55.
- «Die Aura des Empfangssalons: Oper als ‘Ästhetisierung der Politik’», in: Kunst, Ästhetisches, Ästhetizismus – Die Ambivalenz der Moderne, vol.II, Berlin: Weidler Buchverlag, 2007: 85-93.
- "Meaning, Mimesis, Idiom: On Adorno's Theory of Musical Performance", in: "Expression, Truth and Authenticity: On Adorno's Theory of Music and Musical Performance" (edited by Mário Vieira de Carvalho), Lisboa: Colibri / CESEM, 2009, pp. 83–94.
- “A construção do objecto da sociologia da música”, in Memorias da Academia das Ciências de Lisboa (publicação preliminar on line):
- “Defender a ópera contra os seus entusiastas: ‘Musiktheater’ de Walter Felsenstein a Peter Konwitschny”, in: IX Colóquio de Outono - Estudos Performativos: Global Performance / Political Performance (eds. Ana Gabriela Macedo, Carlos Mendes de Sousa, Vítor Moura), V.N. Famalicão, Centro de Estudos Humanísticos da Universidade do Minho / Ed. Húmus, 2010: 257-272.
- “Der Ring in Lissabon im Paradigmenwechsel der Kommunikation (1909-2009)”, in: Richards Wagners Der Ring des Nibelungen - Europäische Traditionen und Paradigmen (ed. Isolde Schmid-Reiter), Vienna, EMA / ConBrio Verlagsgesellschaft, 2010: pp. 181–190.
- “Macdonaldização da comunicação e arte como fast food: sobre a recepção de Das Märchen”, in: A Arte da Cultura (Homenagem a Yvette Centeno), eds. Alda Correia, Gabriela Cardoso, Fernando Ribeiro e Manuel Canaveira, Lisboa: Colibri, 2011: 169-196.
- “A República e as mudanças na cultura musical e músico-teatral”, in: A Vida Cultural na Lisboa da I República (1910-1926), eds. Álvaro Costa Matos e João Carlos Oliveira, Lisboa, Câmara Municipal de Lisboa, 2011: 187-229. ISBN 978-972-8695-40-8
- “Jorge Peixinho: Entdeckung einer musikalischen Persönlichkeit”, in: Musik-Kontexte – Festschrift für Hanns-Werner Heister (ed. Thomas Phleps e Wieland Reich), 2 vols., Münster, Verlagshaus Monsenstein und Vannerdat OHG, 2011: I, 150-164. ISBN-13: 978-3869913209
- "Musical Autonomy as a Referential System", in: Music and its Referential Systems, ed. by Matjaž Barbo and Thomas Hochradner, Vienna, Hollitzer Wissenschaftsverlag, 2011: 7-23. ISBN: 978-3-99012-018-7
- “A música entre a confrontação e o diálogo interculturais”, in: Música/Musicología y Colonialismo (ed. Coriùn Aharonian), Montevideo, 2011: 41-65. ISBN 9789974361843
- "Der Trug der Bedeutungen oder die Fesseln der Sprache: Von Eichendorffs zu Adornos musikalischer Poetik", in Festschrift Christian Kaden zum 65. Geburtstag, edited by Katrin Bicher, Jutta Toelle and Jin-Ah Kim, Berlin: Ries & Erler, 2011: 245-265. ISBN 978-3-87676-0171
- "Ópera y Poder en Portugal: Breve Retrospectiva", in: Folios (México),  4 /23 (2011): 39-45 ISSN 1870-4697
- "The Ring in Lisbon: Changes of Paradigm in Communication (1909-2009)", in: International Conference Consequences of Wagner, ed. by Paulo Ferreira de Castro, Gabriela Cruz and David Cranmer (DVD), Lisbon: CESEM, 2012: 182-195.
- "Between Political Engagement and Aesthetic Autonomy: Fernando Lopes-Graça's Dialectical Approach to Music and Politics", in: Twentieth-Century Music (Cambridge University Press), 8/2 (2012): 175-202.
- "Politics of Identity and Counter-Hegemony: Lopes-Graça and the Concept of National Music", in: Music & Politics, 6/1 (2012): 1-12.
- "Idiom, Trauerspiel, Dialektik des Hörens. Zur Benjamin-Rezeption im Werk Luigi Nonos", in: Tobias Robert Klein (ed.), Klang und Musik bei Walter Benjamin, Muenchen / Paderborn: Wilhelm Fink Verlag, 2012.